# بينغ تشاوجين
بينغ تشاوجين (ولدت في 8 مايو 1968 في قوانغتشو، غوانغدونغ) لاعبة شطرنج هولندية من أصل صيني. في أكتوبر 2004، أصبحت المرأة الحادية عشرة التي تُمنح لقب أستاذة كبيرة من الاتحاد الدولي للشطرنج.
فازت ثلاث مرات ببطولة الصين للسيدات في الشطرنج، في أعوام 1987 و1990 و1993. وهي تقيم في هولندا منذ عام 1996. فازت بينج ببطولة هولندا للسيدات أربع عشرة مرة وهو رقم غير مسبوق، حيث حصلت على لقبها الأول في عام 1997 ثم فازت باثني عشر لقبًا آخر في سلسلة متواصلة من عام 2000 إلى عام 2011. وتعادلت مع ألكسندرا كوستينيوك في المركز الأول في بطولة أوروبا للسيدات للشطرنج عام 2004 في دريسدن، وحصلت على الميدالية الفضية في الشوط الفاصل. بفضل هذه النتيجة، حصلت بينج على لقب الأستاذة الكبرى.
في بطولة السيدات الهولندية لعام 2011، فازت بينج بتسع مباريات من أصل عشر، لتتقدم بثلاث نقاط كاملة على أقرب منافس لها.

## روابط خارجية
- بينغ تشاوجين على موقع الاتحاد الدولي للشطرنج (الإنجليزية)
- بينغ تشاوجين على موقع مباريات الشطرنج (الإنجليزية)
- بينغ تشاوجين على موقع 365Chess.com (الإنجليزية)
- بينغ تشاوجين على موقع Chesstempo.com (الإنجليزية)
- بينغ تشاوجين سجل أولمبياد الشطرنج للسيدات على موقع OlimpBase.org (الإنجليزية)